# Hemitelia obtusiloba
Hemitelia obtusiloba là một loài dương xỉ trong họ Cyatheaceae. Loài này được Mett.msc., Salomon mô tả khoa học đầu tiên năm 1883.
Danh pháp khoa học của loài này chưa được làm sáng tỏ. 